# Грудо, Эдуард Иосифович
Эдуард Иосифович Грудо (28 ноября 1936, Даниловичи, Новогрудское воеводство — 14 октября 1997) — советский белорусский математик; доктор физико-математических наук (1974), профессор (1991); член-корреспондент АН Белорусской ССР (1984).

## Биография
Родился 28 ноября 1936 года в д. Даниловичи (ныне — Дятловского района Гродненской области). Окончил Белорусский государственный университет в 1959 году. С 1959 года работал в Институте математики АН Белорусской ССР главным инженером лаборатории, старшим научным сотрудником, с 1977 по 1993 год — заведующим лабораторией дифференциальных уравнений, с 1993 по 1997 г. — главный научный сотрудник Института математики АН БССР. Одновременно преподавал на кафедре дифференциальных уравнений Белорусского государственного университета.
Эдуард Иосифович был одним из первых учеников в Белоруссии академика АН Белорусской ССР Н. П. Еругина. В 1964 году он защитил кандидатскую диссертацию, в 1973 году — докторскую («Исследование аналитических свойств решений некоторых дифференциальных систем первым методом Ляпунова»).
Эдуард Иосифович внес существенный вклад в аналитическую теорию дифференциальных уравнений, создал новое направление в теории систем Пфаффа — теорию характеристичных векторов. Большой интерес представляют его результаты по качественной теории, а также по интегро-дифференциальным и дифференциально-функциональным уравнениям. С 1978 г. был членом редколлегии, а с 1989 по 1991 год — исполняющим обязанности главного редактора всесоюзного журнала «Дифференциальные уравнения». Был заместителем главного редактора журнала «Известия НАН Беларуси», серия физико-математических наук. Эдуард Иосифович Грудо подготовил семь кандидатов наук. Опубликовал более 110 научных работ.

## Направления научной деятельности
Основные труды в области дифференциальных уравнений. Исследовал аналитические, качественные и асимптотические свойства интегральных многообразий дифференциальных систем. Ввел понятие характеристичного вектора функций многих переменных, изучил свойства характеристичных векторов и дал их приложение к изучению решений систем Пфаффа. Изучил аналитическую и асимптотическую структуру интегральных многообразий в окрестности положения равновесия обыкновенных дифференциальных систем и систем Пфаффа в различных критических случаях. Исследовал периодические решения периодических систем в общем критическом случае, развил аналитическую теорию систем Пфаффа в окрестности подвижных и неподвижных особых точек.

### Избранные труды
1. Периодические решения периодических дифференциальных систем в общем критическом случае // Дифференциальные уравнения. — 1982. — Т. 18, № 5.
2. О периодических решениях с несоизмеримыми периодами периодических дифференциальных систем // Дифференциальные уравнения. — 1986. — Т. 22, № 9.
3. К теории одного класса линейных интегро-дифференциальных уравнения // Дифференциальные уравнения. — 1989.
4. Псевдонормальная форма матриц // Дифференциальные уравнения. — 1989. — Т. 25.
5. Характеристические векторы и множества функций двух переменных и их основные свойства // Дифференциальные уравнения. — 1976.